# سعدي (عباس الشرقي)
سعدي (بالفارسية: سعدی) هي منطقة سكنية تقع في إيران في قسم عباس الشرقي الريفي. يقدر عدد سكانها بـ 62 نسمة .